# Blutonium Boy
Blutonium Boy, de son vrai nom Dirk Adamiak, né le 26 avril 1970 à Baden-Baden, est un producteur et DJ de hardstyle allemand. Il est considéré par la presse spécialisée comme le « père du hardstyle ».

## Biographie
En 1986, Dirk Adamiak commence sa carrière de disc jockey en 1988 dans un club de plus de 2 500 personnes. Adamiak publie Dreams In My Fantasy en Allemagne sous le nom de scène de DJ Session One. Cette composition est distribuée par East West - Warner, comme vidéoclip sur VIVA TV, et est également diffusée à la radio. Les singles Be in My Dream (1998), Ocean Of Emotion (2000), No Gravity (2001), Journey Through The Time (2001), Dreams In My Fantasy 2003 (2002), In the Way (2003) et Forever (2004) sont distribués hors des frontières européennes et sont joués en Australie et aux États-Unis. Les dernières compilations de Adamiak (Blutonium Presents Hardstyle sous EMI Music) ont atteint le top 20 des classements allemands.
En tant qu'artiste hardstyle, Blutonium Boy remixe des compositions d'autres artistes tels que Modo - 1 2 Polizei, Music Instructor, Yoji Biomehanika, The Klubbingman et bien d'autres encore. Il joue également dans d'importants événements hardstyle/hard dance tels que Q-dance, Q-Base (Pays-Bas), UDC (Pays-Bas), Fresh Squeezed, Narnia Festival (États-Unis), Utopia, Transmission (Australie), Bass (SA), Syndicate (Allemagne), et Global Gathering.

## Blutonium Records
Adamiak fonde Blutonium Records en 1996, atteignant ainsi 160 maxis/albums dès l'année 2011. Depuis que le label Blutonium Records ne se consacre plus à la trance mais au hardstyle, la production des musiques trance appartient désormais à ses sous-labels. En décembre 2005, Blutonium Records distribue son centième vinyle. Yoji Biomehanika y a composé son remix de Dark Angel composé par Blutonium Boy. Adamiak signe un partenariat avec Ministry of Sound d'Australie, et Neurodisc Records de Miami, aux États-Unis. 
En mars 2011, Adamiak fonde un réseau social musical nommé blupile.com. En été 2017, il participe à l'émission de télé-réalité allemande Frauentausch, diffusée sur RTL2.

## Discographie

### Albums studio
- 2008 : Hardstyle Dimension
- 2012 : Essential of Hardstyle Vol. 1–5
- 2013 : Essential of Hardstyle Vol. 6
- 2013 : Early Hardstyle 100 Vol. 1
- 2015 : Hardstyle Is My Life

### Singles et EP
- 2002 : Brainshooter
- 2002 : Trancin Your Mind
- 2002 : Higher Level (feat. DJ Neo)
- 2002 : Go Burn A Fatty Ass (feat. Thomas Trouble)
- 2003 : Make It Loud
- 2003 : Hardstyle Nation (feat. DJ Neo)
- 2003 : Hardstyle Instructor
- 2003 : Paranoid (feat. DJ Virus)
- 2003 : Follow Me
- 2004 : Hardstyle Instructor Part 2
- 2004 : Hard Creation (feat. DJ Virus)
- 2004 : Floorkilla (feat. DJ Pavo)
- 2004 : Bullshit (feat. Max B. Grant)
- 2004 : Legalize (feat. John Ferris)
- 2005 : Make It Louder
- 2005 : Alarma (feat. Thomas Trouble)
- 2005 : Acid and Bass
- 2005 : Hardstyle and Acid (feat. John Ferris)
- 2006 : Hardstyle Rockers / Supreme (feat. DJ Pila)
- 2006 : Inferno / To the Bassline (feat. Romeo Must Die)
- 2006 : This Is My Floor (feat. DJ Pavo)
- 2006 : Acid Over Sydney / Back
- 2006 : In Touch With Tomorrow / Kick This M.F.
- 2007 : Dark Angel (EP remix)
- 2007 : Dark Angel / Hardstyle Instructor Returns
- 2007 : Blackout / Fear (feat. Luna)
- 2007 : Use Me / XTC
- 2008 : Hardstyle Superstar / eBeat
- 2008 : Sound Like This / Euphobia
- 2009 : Play this Song PTS
- 2009 : Echoes 2009 (feat. Pavo)
- 2010 : All Your Bass 2010 (feat. Flarup)
- 2010 : USMHF
- 2011 : Make It Loud 2012 (incl. Headhunterz Remix)
- 2011 : New York New York / Survivor
- 2012 : US Hardstyle MF**
- 2012 : Hardstyle Instructur Is Back
- 2012 : Holding Out for a Hero (feat. Bonnie Tyler)
- 2013 : Dancing for Love
- 2013 : I AM (feat. Raw Editors et Audionator)
- 2013 : Reverze Bass
- 2013 : Spooky Melo
- 2013 : Where Did I Go (feat. Eric Bazilian)
- 2013 : Dancing for the Love (feat. Eric Bazilian)
- 2013 : Hard Sound (feat. Daniele Mondello)
- 2013 : Hard as Hell (feat. Daniele Mondello)
- 2013 : Believe In Me (feat. Bonnie Tyler)
- 2013 : Everything (feat. Haddaway)
- 2014 : Wild Wild Baby (feat. Haddaway)
- 2014 : Sentenced
- 2014 : Rock the Dolls
- 2014 : Echoes 2K14 (feat. Eric Bazilian)
- 2015 : Drop that Shit
- 2015 : Fantasize
- 2015 : Turn on the Radio (feat. Express Viviana)
- 2015 : Who Is It (feat. Psytrex DJ)
- 2015 : Explosion
- 2015 : Hardstyle MC (feat. Danielle Mondello)
- 2015 : Hardstyle and Acid Rekick (feat. Audionator)
- 2015 : Brainshooter 3000
- 2015 : Turn Up the Bass
- 2015 : Superchords
- 2015 : U Got 2 Let the Bass Kick
- 2015 : Holding Out for a Hero 2K15 (feat. Bonnie Tyler)
- 2015 : Breaking Up (feat. Chris Crusher)
- 2015 : Can You Hear Me?
- 2015 : Twisted (feat. Van Snyder)
- 2015 : Just Boof It
- 2015 : Dirty Drop
- 2016 : Your Time